# سيرجيو بويناكاسا
سيرجيو بويناكاسا (19 أبريل 1996 بسرقسطة في إسبانيا - ) (بالإسبانية: Sergio Buenacasa)‏ هو لاعب كرة قدم إسباني في مركز الهجوم. لعب مع ريال سرقسطة ويوفنتوس وDeportivo Aragón ‏.

## وصلات خارجية
- سيرجيو بويناكاسا على موقع الاتحاد الأوربي (الإنجليزية)
- سيرجيو بويناكاسا على موقع قاعدة بيانات كرة القدم.إي يو (الإنجليزية)
- سيرجيو بويناكاسا على موقع Soccerway.com (الإنجليزية)
- سيرجيو بويناكاسا على موقع AS.com (الإسبانية)